# Alfredo Oscar Saint-Jean
Alfredo Oscar Saint-Jean (Chascomús, 11 novembre 1926 – Chascomús, 2 settembre 1987) è stato un generale e politico argentino.

## Biografia
Maggiore generale, fu presidente dell'Argentina ad interim dal 18 giugno 1982 al 1º luglio 1982, durante il periodo della dittatura militare conosciuta col nome di Processo di riorganizzazione nazionale.
Dopo che Leopoldo Galtieri fu costretto a dimettersi a causa della sconfitta nella guerra delle Falkland (17 giugno 1982), Saint-Jean si trovò al potere in un momento in cui il prestigio delle forze armate terrestri si era di molto ridotto, a causa del fallimento delle operazioni militari.
Tuttavia, anche grazie ai pesanti dissensi interni tra i rappresentanti della giunta militare (da un lato il generale Cristino Nicolaides, a capo dell'esercito, e dall'altra l'ammiraglio Jorge Isaac Anaya, a capo della marina, ed il generale Basilio Lami Dozo, a capo dell'aeronautica), Saint-Jean riuscì ad assumere la carica di presidente ad interim sino alla nomina del generale Reynaldo Bignone, suo successore.